# ペルヴェネツ級装甲艦
ペルヴェネツ級装甲艦とはロシア帝国海軍の装甲艦の艦級である。ロシアにおいて当初から装甲艦として設計建造された最初の艦級である。

## 同型艦
- ペルヴェネツ (Pervenez)　第二次大戦後も健在
- ネトロン・メニア (Netron Menya)　第二次大戦後も健在だった
- クレムル (Kreml)

## 参考図書
- 「Conway All The World's Fightingships 1906–1921」（Conway）
- 「世界の艦船増刊第35集 ロシア/ソビエト戦艦史」（海人社）